# 兒島站
兒島站（日语：／ Kojima eki */?）是位於日本岡山縣倉敷市兒島站前，由西日本旅客鐵道（JR西日本）及四國旅客鐵道（JR四國）共同使用的鐵路車站。本站由JR西日本負責車站管理事務，車站編號亦採用西日本的編碼法，為JR-M12。
本站是通往四國島的必經車站，因此現時停靠所有等級的列車，而JR西日本於所屬區域內的普通區間列車亦以本站為終點站。由於本站是兩社的境界站，因此所有橫越瀨戶大橋的列車，都必須在本站交換駕駛員及乘務員。

## 車站結構
此站設有２座島式月台，共提供2線4面的配置。其中4號月台路軌旁邊再預留1避車線道，但該段路軌自第4路軌的分岔器起，只提供一小段以作緊急剎車道使用。

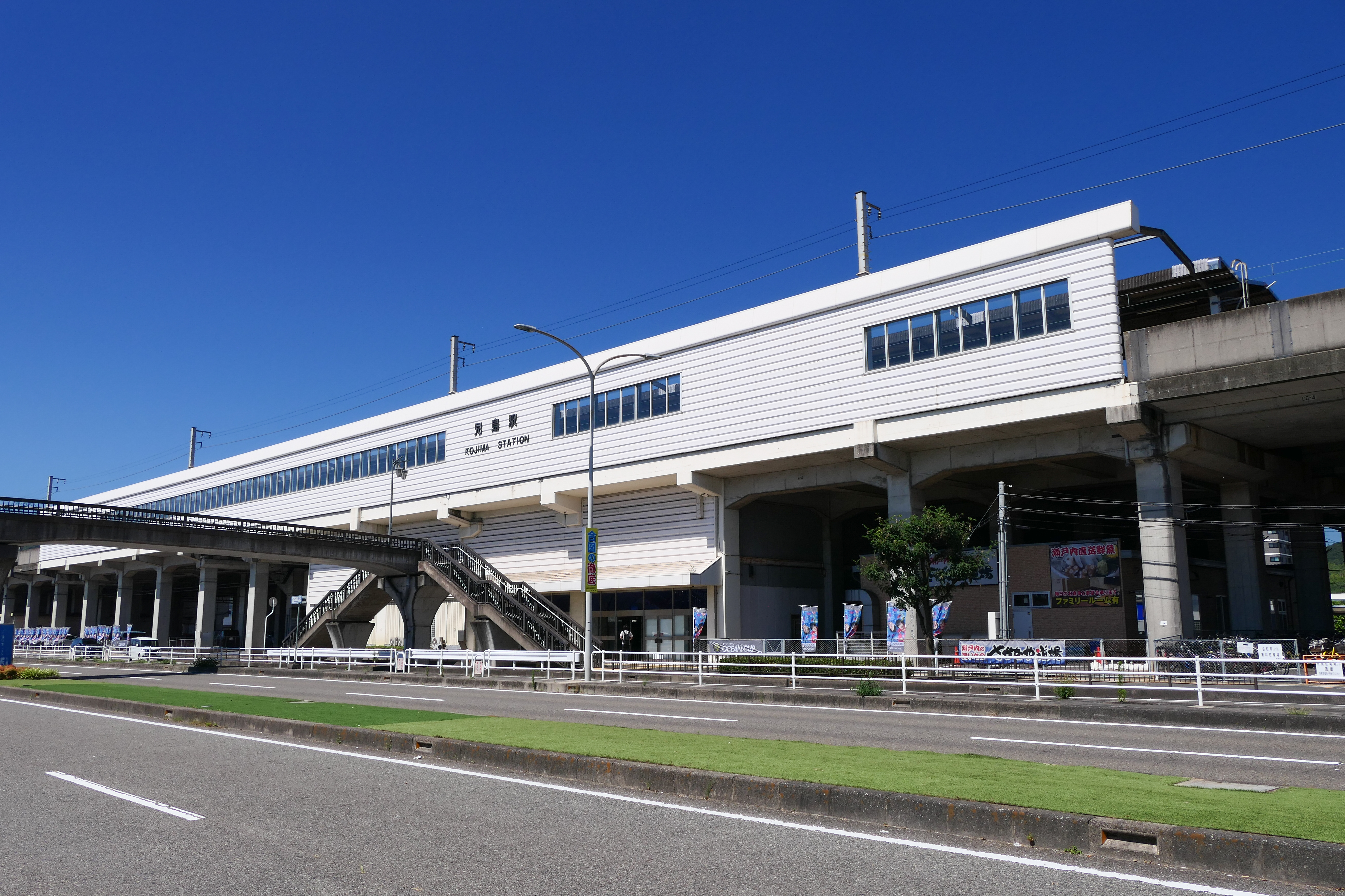
東口（2023年7月）
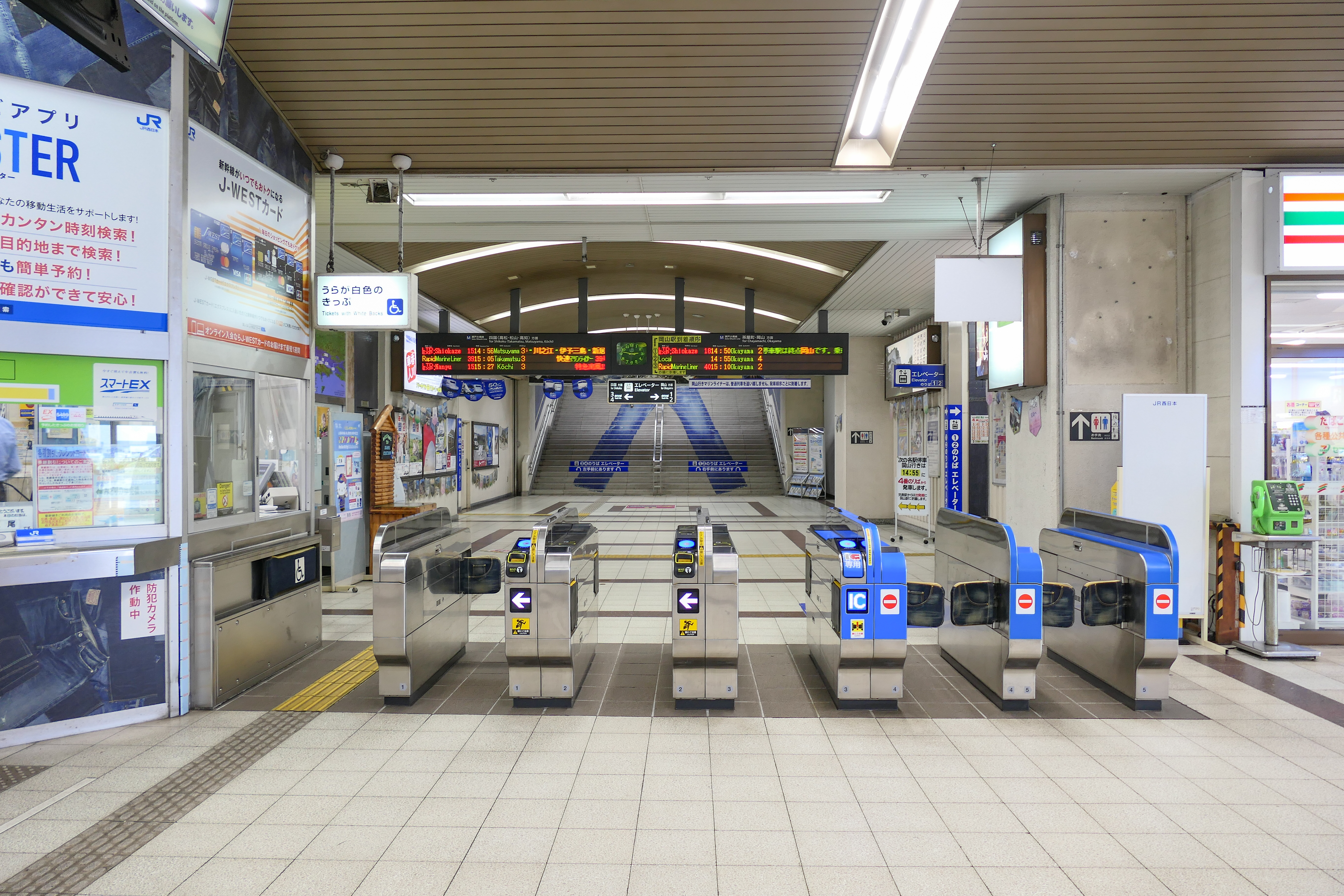
檢票口（2022年9月）
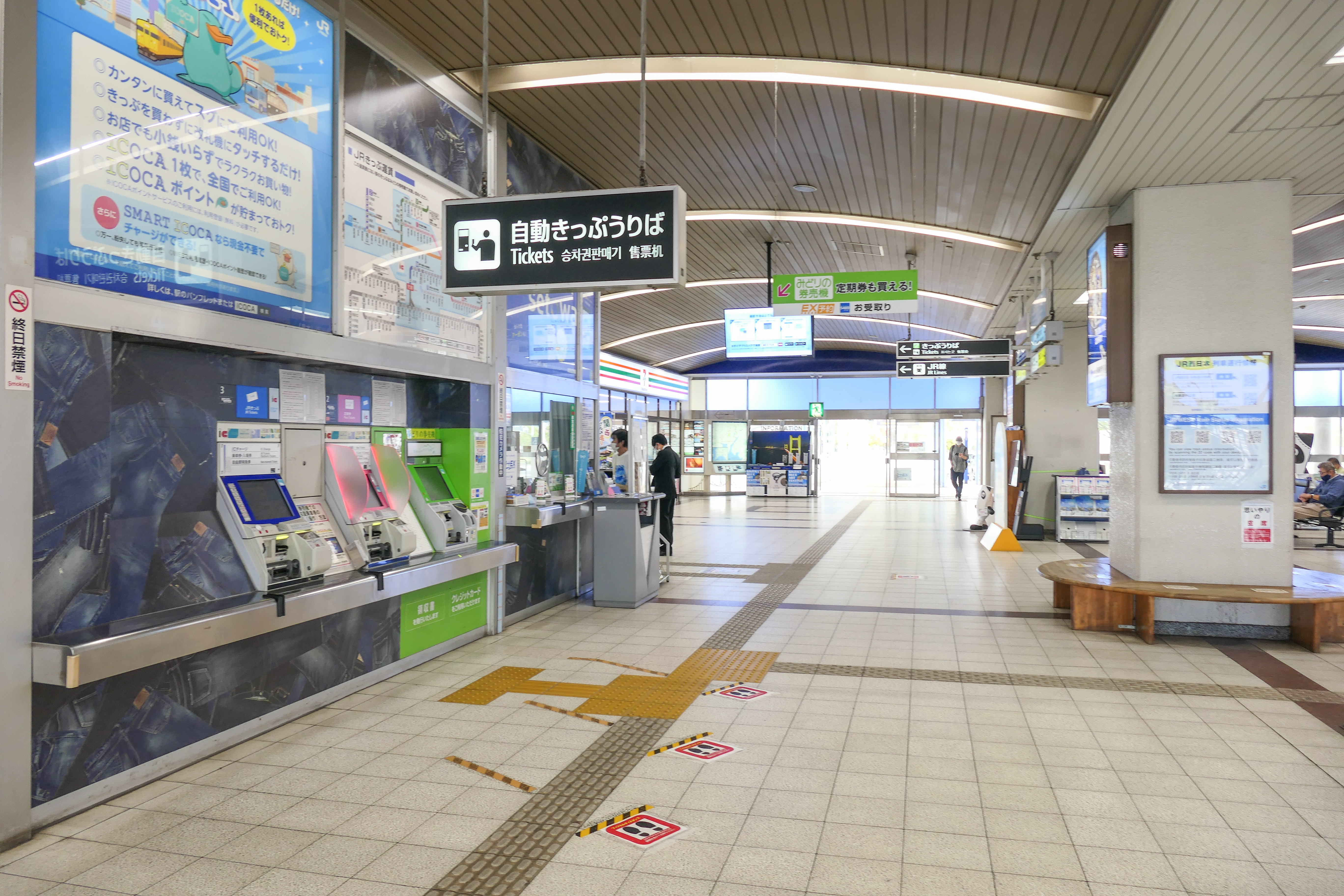
車站大廳（2022年9月）
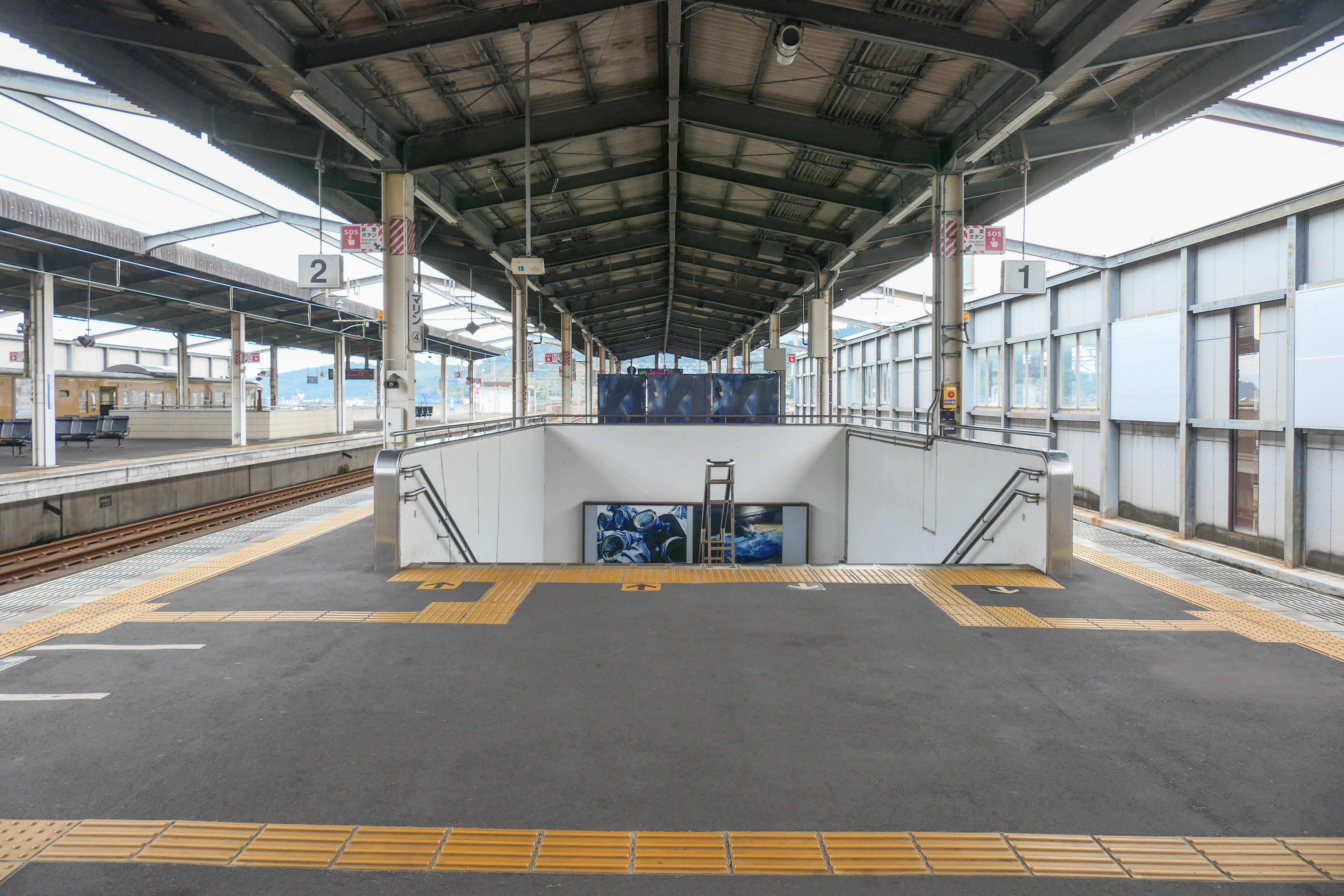
1號與2號月台（2022年9月）
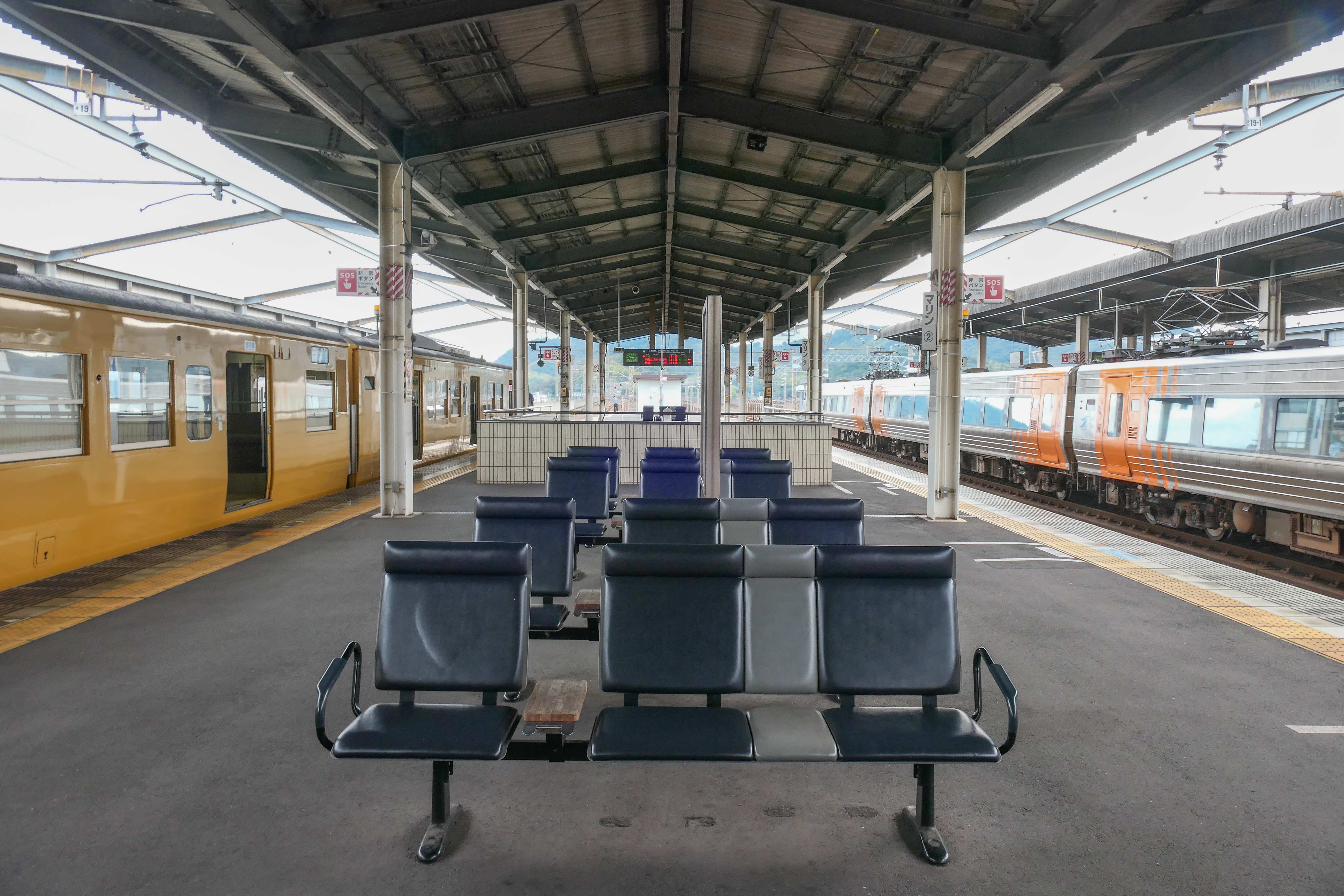
3號與4號月台（2022年9月）

### 月台配置
| 月台 | 路線                       | 方向 | 目的地                       | 備註                          |
| ---- | -------------------------- | ---- | ---------------------------- | ----------------------------- |
| 1    | 本四備讚線（瀨戶大橋線）   | 上行 | 茶屋町、岡山方向             | 普通列車（一部分停靠4號月台） |
| 2    | 本四備讚線（瀨戶大橋線）   | 上行 | 茶屋町、岡山方向             | 快速、特急                    |
| 3    | ■ 本四備讚線（瀨戶大橋線） | 下行 | 四國（高松、松山、高知）方向 | 快速、特急                    |
| 4    | ■ 本四備讚線（瀨戶大橋線） | 下行 | 四國（觀音寺、琴平）方向     | 普通列車                      |

## 歷史
- 1988年3月20日：本四備讚線茶屋町站～本站因應舉行「瀨戶大橋博'88・岡山」而提早試營運。
- 1988年4月10日：本四備讚線全線正式開通，本站正式開業。

## 使用人數
| 乘客人數 | 乘客人數    |
| 年度     | 1日平均人數 |
| -------- | ----------- |
| 1999     | 4,657       |
| 2000     | 4,551       |
| 2001     | 4,593       |
| 2002     | 4,521       |
| 2003     | 4,417       |
| 2004     | 4,266       |
| 2005     | 4,283       |
| 2006     | 4,286       |
| 2007     | 4,298       |
| 2008     | 4,251       |
| 2009     | 4,017       |
| 2010     | 4,027       |
| 2011     | 4,066       |
| 2012     | 4,067       |
| 2013     | 4,184       |
| 2014     | 4,124       |
| 2015     | 4,956       |
| 2016     | 5,289       |
| 2017     | 4,977       |
| 2018     | 4,847       |
| 2019     | 4,553       |
| 2020     | 3,158       |

## 相鄰車站
※橫跨兩間公司管轄路段運行的特急「潮風」、「南風」、「渦潮」、寝台特急「Sunrise瀨戶」參見各列車條目。
西日本旅客鐵道（JR西日本）
 本四備讚線（瀨戶大橋線）
■快速「Marine Liner」
本州內的停靠站因列車而異。 ※詳細參見Marine Liner。
■普通
上之町－兒島（－宇多津）
四國旅客鐵道（JR四國）
■ 本四備讚線（瀨戶大橋線）
■快速「Marine Liner」
（岡山方向－）兒島－坂出（Y08）
■普通
（岡山方向－）兒島－宇多津（Y09）
- 往予讚線坂出站方向的直通列車之內、快速「Marine Liner」通過宇多津站構內的短絡線、特急「渦潮」在宇多津站停車並折返。

## 外部連結
- JR西日本兒島站官方網站 （页面存档备份，存于）